# Tormo de l'Helena
El Tormo de l'Helena és una muntanya de 423 metres que es troba al municipi de la Palma d'Ebre, a la comarca catalana de la Ribera d'Ebre.